# Hynek z Poděbrad
Hynek z Poděbrad, též Jindřich mladší nebo Hynek Minsterberský (německy Heinrich der Jüngere von Münsterberg; 17. května 1452 Poděbrady – 11. července 1492 Poděbrady) byl syn krále Jiřího z Poděbrad, český diplomat a spisovatel. Do historie se zapsal hlavně jako autor děl s milostnými motivy a první český překladatel Dekameronu (části).

## Život

### Mládí
Byl třetím synem krále Jiřího z Poděbrad – jediným synem Jiříkovy druhé manželky Johany z Rožmitálu, který se dožil dospělosti. Protože jméno Hynek se do němčiny překládalo jako Heinrich, to je Jindřich, v německých textech je uváděn jako Jindřich mladší. Král Jiří dbal na vzdělání svých synů a i Hynek získal u pražského dvora základy humanistického vzdělání. Jeho učitelem byl jistý Martin Rokycana.
Když Jiří již jako český král uzavřel v Chebu 25. dubna 1459 smlouvu mezi Českým královstvím a Saským kurfiřtstvím, která měla pevně stanovit hranice mezi oběma zeměmi, byly dohodnuty i vzájemné sňatky dětí panovníků a Hynek byl zasnouben s Kateřinou (* 1453, † 10. 7. 1491), mladší dcerou Viléma Saského, zvaného Chrabrý (1425–1482). Svatba se uskutečnila až v roce 1471, krátce před smrtí krále Jiřího.
V roce 1462 císař Fridrich III. povýšil Hynka a jeho bratra Jindřicha do stavu říšských knížat jako odměnu za Jiříkovu vojenskou a diplomatickou pomoc při obklíčení ve Vídni. Spolu s nejstarším bratrem Viktorínem, který byl povýšen již dříve, drželi Jiřího synové hrabství kladské a knížectví minsterberské, které jim král potom v roce 1465 udělil dědičně jako léna České koruny.

### Po smrti krále Jiřího
Ačkoli synové Jiřího z Poděbrad nemohli usednout na český trůn, náležela jim prominentní místa v tehdejší stavovské společnosti. Volebním zápisem daným v Krakově se český král Vladislav II. zavázal chránit je v jejich důstojenství a zbavit jejich statky dluhů, kterými byly zavázány pro potřeby zemské od krále Jiřího. Až do roku 1472 drželi bratři rodinné statky v nedílu. Při rozdělení majetku na Hynka připadly z českých statků Poděbrady a Kostomlaty, později zdědil po matce Lichtenburk, Mělník a Teplice. Hospodařit však Hynek příliš neuměl a kvůli rozmařilému životu se často ocital v dluzích.
V roce 1473 Hynek konvertoval ke katolicismu. Vstoupil i do politiky - na sněmu v Benešově téhož roku byl ustanoven jedním ze čtyř „zemských řiditelů“ jako zástupce Vladislavovy strany. Brzy si však krále pohněval pro přátelské styky s protikrálem Matyášem Korvínem. Protože nebyl schopen splácet své dluhy, zastavil za 20 000 dukátů Matyášovi panství Kolín, které získal v roce 1475 od svého bratra Viktorína. Tím Matyáš získal možnost udržovat uprostřed Čech uherskou posádku. S králem Matyášem cestoval jako přední člen jeho družiny do Itálie a působil též na jeho dvoře v Budíně. (Zde byla utvořena společnost Academia Corvina, jejímiž členy byly význačné kulturní osobnosti a která měla k dispozici několik tisíc svazků humanistické literatury nově založené korvínské knihovny.)
Spory mezi Hynkem a králem Vladislavem byly uklidněny smlouvou v Brně z roku 1478 a Hynek se stal královým rádcem a pomocníkem. V roce 1483, když se v Praze rozpoutaly nepokoje, dělal prostředníka mezi městem a králem. Měl i nemalé zásluhy na dojednání náboženského smíru v Čechách v roce 1485.
V roce 1488 se Hynek spolu s bratrem Jindřichem připojil k slezským knížatům, která se vzepřela proti Matyášově rozpínavosti. Za toto jednání byl však nucen postoupit Matyášovi panství Poděbrady a Kostomlaty a jejich doživotní užívání mu bylo ponecháno jen z milosti (po Matyášově smrti získal Kostomlaty zpět).

### Osobní život
S Kateřinou Saskou měl jedinou dceru Annu, která byla provdána za staršího jihočeského šlechtice Jindřicha IV. z Hradce. Se svou milenkou Kateřinou Vojkovou ze Štítar a ze Strážnice měl několik dětí, mezi nimi syna Fridricha, kterému odkázal Kunštát a Kostomlaty. Za své hlavní dědice však ustanovil svého bratra Jindřicha Minsterberského a jeho syny.
Byl znám svou slabostí pro ženské pohlaví a žil dosti nevázaným životem. Rád pořádal hostiny a turnaje. Své umění v zápase i tanci často předváděl na dvorských slavnostech a turnajích v Praze i v Budíně. Při turnaji v roce 1482 na Staroměstském náměstí dosáhl i veřejné pochvaly. Na válečném poli však nijak nevynikl.
Je prvním historicky známým Čechem, který onemocněl syfilidou. Na tuto nemoc zemřel v červenci 1492 na hradě v Poděbradech. Jeho ostatky byly převezeny do Kladska a pohřbeny do zdejší rodinné hrobky v kostele Panny Marie Růžencové při klášteře minoritů. Roku 1558 byly ostatky všech 8 členů rodiny přeneseny do hlavního farního kostela Nanebevzetí Panny Marie.

## Dílo
Byl autorem, který vnesl do literatury prvky renesance. Přeložil 11 novel z Dekameronu a přidal k nim jednu novelu vlastní. Hynkovy překlady vydal Antonín Grund, spolu s Hynkovým pokusem o původní českou novelu, pod názvem Boccaciovské rozprávky. Psal především zábavnou prózu, pro své překlady si vybíral vesměs témata milostná až erotická. V jeho tvorbě se prolínají středověké a renesanční prvky. Důležité je, že tradiční středověké prvky užil ve skladbách jiného zaměření. Novum nalézáme v užití bezrozměrného verše. Nemalý význam má také to, že Hynek psal česky, přičemž jazykem humanistů byla latina. Byl vnímán jako hříšník kvůli cizoložství a smilství, proto byl také označován hanlivými přízvisky nejnemravnější a nejnecudnější.
Jeho díla mají erotický nádech, projevuje se v nich renesanční pohled na svět. Jeho tvorba se dochovala v Neuberském sborníku, jehož vznik klademe do posledního desetiletí 15. století. Sborník byl značně poškozen, některé listy vytrhány.
Zajímal se také o alchymii. Je mu věnována část expozice v Muzeu alchymie v Kutné Hoře, neboť právě v centru města získal v roce 1480 do svého držení Knajslíkovský dům.
Původní dílo:
1. próza: O štěstí; Ctnost, Rytíř a Moudrost; novela O jedné pěkné paní, jménem Salomeny, a o jejím velmi netrefném manželu
2. poezie: O ženitbě; Boj Štěstí s neštěstím; Veršové o milovníku; Májový sen (dostupné online); Stesk na ženitbu